# Jephtas Gelübde
Jephtas Gelübde (Jeftas løfte) er Giacomo Meyerbeers første opera. Librettoen, der er baseret på den bibelske historie om Jephtha, er skrevet af Aloys Schreiber. Den første opførelse fandt sted på Hoftheater i München den 23. december 1812.

## Roller
| Rolle                       | Stemmetype | Originalbesætning, 23. december 1812 (Dirigent: -) |
| --------------------------- | ---------- | -------------------------------------------------- |
| Jephta                      |            | Christian Lanius                                   |
| Sulima (Jephtas datter)     | Sopran     | Helena Harlas                                      |
| Asmaweth (Sulimas elsker)   | Tenor      | Georg Weixelbaum                                   |
| Tirza (Sulimas tjener)      |            | Mlle. Flerr                                        |
| Abdon                       |            | Herr Mittermayr                                    |
| Ypperstepræst               |            | Herr Schwadke                                      |
| Levitter, fanger og krigere |            |                                                    |

## Baggrund
Meyerbeer skrev Jephtas Gelübde, mens han studerede hos Abt Vogler (og mens han stadig var kendt som Jakob i stedet for fornavnet Giacomo, som han først tog efter sine studier i Italien). Han afsluttede partituret i Würzburg i april 1812, idet han skrev ouverturen til sidst. Mens Meyerbeer reviderede partituret i juni og juli, var han allerede begyndt at skrive sin anden opera, Wirth und Gast.
Prøverne på operaen begyndte i november 1812, men Meyerbeer var ikke tilfreds. Operaen nåede dog at spille tre gange og fik en rimelig succes med en del applaus, selv om komponisten mente, at Lanius, som Jeptha, var meget mådelig.
To manuskripter af partituret er overleveret, det ene er i British Library i London, det andet i Bruxelles.